# Cyrillus (Mondkrater)
Der Mondkrater Cyrillus ist eine kreisförmige Senke im Boden des Erdmondes nahe der sichtbaren Mondmitte. Er hat – wie viele sogenannte Ringgebirge – einen hohen ringförmigen Wall (Kraterrand), der aber stark erodiert ist und vom benachbarten Krater Theophilus etwas überschnitten wird. In der Kratermitte stehen noch die Reste einiger Zentralberge.
Cyrillus bildet mit Theophilus und Catharina eine charakteristische Dreiergruppe, die etwa 2 Tage vor dem zunehmenden Halbmond an der Schattengrenze liegt und daher besonders deutlich hervortritt. Benannt ist das Ringgebirge nach dem nordafrikanischen Bischof Kyrill von Alexandria, († 444), dem Nachfolger des Theophilus.
Sein Durchmesser beträgt 95 Kilometer, seine Wallhöhe etwa 4–5 km. Wie fast alle Mondkrater ist er durch den Einschlag eines großen Meteoriten entstanden, der einen Durchmesser von etwa 5 km gehabt haben muss. Durch das bei der Explosion herausgeworfene Material liegt der Boden des Einschlagkraters etwas tiefer als die Umgebung.
In selenografischen Koordinaten angegeben, liegt Cyrillus zwischen 12 und 15° südlicher Breite und 22–26° westlicher Länge. Der Innenhang seines Walles weist – ebenso wie Theophilus – Terrassen auf, was die Zwillingskrater bei streifendem Licht zu den schönsten, in einem Vier- bis Achtzoll-Teleskop beobachtbaren Mondobjekte macht.
| Buchstabe | Position           | Durchmesser | Link |
| --------- | ------------------ | ----------- | ---- |
| A         | 13,81° S, 23,08° O | 14 km       |      |
| C         | 12,38° S, 21,48° O | 12 km       |      |
| E         | 15,92° S, 25,28° O | 10 km       |      |
| F         | 15,33° S, 25,46° O | 44 km       |      |
| G         | 15,68° S, 26,6° O  | 8 km        |      |